# Opperste Sovjet van de Oezbeekse Socialistische Sovjetrepubliek
De Opperste Sovjet van de Oezbeekse Socialistische Sovjetrepubliek (Oezbeeks: Ўзбекистон ССР Олий Совети, Oʻzbekiston SSR Oliy Soveti) was de benaming van de opperste sovjet (wetgevende vergadering met bepaalde uitvoerende bevoegdheden) van genoemde sovjetrepubliek en bestond van 1938 tot 1991. In laatstgenoemd jaar werd zij vervangen door de Opperste Raad van de Republiek Oezbekistan (die louter wetgevende bevoegdheden kende) en in 1994 werd vervangen door de Oliy Majlis, het huidige tweekamerparlement. Verkiezingen voor de Opperste Sovjet vonden om de vier jaar plaats en het parlement kwam twee sessies per jaar bijeen. De laatste verkiezingen voor de Opperste Sovjet vonden in 1990 plaats.
Tussen de zittingen van de Opperste Sovjet in, nam het Presidium van de Opperste Sovjet het dagelijks bestuur waar. De voorzitter van het Presidium was het hoofd van de Oezbeekse SSR. Het Presidium werd in 1990 ontbonden en de bevoegdheden van de voorzitter van het Presidium werden overgeheveld naar de voorzitter van de Opperste Sovjet.

## Voorzitters (van het Presidium) van de Opperste Sovjet
| Voorzitter                                                                 | Begin termijn | Einde termijn |
| -------------------------------------------------------------------------- | ------------- | ------------- |
| Pirimbet Beknazarov                                                        | 24 juli 1938  | 1941          |
| Mateke Dzjoemanazarov                                                      | 1941          | 1955          |
| Nawroez Zjapakov                                                           | 1955          | 1956          |
| Mateke Dzjoemanazarov                                                      | 1956          | November 1960 |
| Davlet Jesjimbetov                                                         | November 1960 | 1978          |
| Kamal Rzajev                                                               | 1978          | Februari 1985 |
| Tursun Allambergenovna Jeshimbetova(a)                                     | 1985          | Februari 1991 |
| Davletbaj Noeratdinovitsj Sjamsjetov(b)                                    | Februari 1991 | November 1991 |
| (a): Voorzitter Opperste Sovjet v.a. 1990; (b): Voorzitter Opperste Sovjet |               |               |
| Bron: WSM[dode link]                                                       |               |               |